# Joshua Tree (Califórnia)
Joshua Tree é uma Região censo-designada localizada no estado americano da Califórnia, no Condado de San Bernardino. O nome refere-se à árvore de Josué (em inglês:  Yucca brevifolia, também conhecida como Joshua tree), espécie existente no deserto de Mojave.

## Demografia
Segundo o censo americano de 2000, a sua população era de 4207 habitantes.

## Geografia
De acordo com o United States Census Bureau tem uma área de 15,8 km², dos quais 15,8 km² cobertos por terra e 0,0 km² cobertos por água.

## Localidades na vizinhança
O diagrama seguinte representa as localidades num raio de 40 km ao redor de Joshua Tree.

## Outros significados
Joshua Tree é o nome de um álbum dos U2 lançado em 1987.